# Wojtilla Gyula
Wojtilla Gyula (Budapest, 1945. június 13. –) magyar orientalista, ókortörténész, egyetemi tanár, indológus, a (szanszkrit és hindi) nyelvtudományok doktora, a Szegedi Tudományegyetem Bölcsészettudományi Karán az Ókortörténeti Tanszék tanszékvezető  egyetemi tanára. Szakterülete India népeinek nyelvei. Kutatási területe India és Irán ókori története, nyelvei, indiai vallások története és a történelemtudományok. Nős, két gyermek édesapja. Felesége Salgó Ágnes, az Országos Széchényi Könyvtár Régi Nyomtatványok Tárának vezetője.

## Tudományos pályája
Egyetemi tanulmányait az ELTE történelem–indológia szakán végezte 1964 és 1969 között. Egyetemista korában csatlakozott a Kőrösi Csoma Társasághoz és az Ókortudományi Társasághoz, amely szervezeteknek azóta is tagja. 1970-ben az MTA Könyvtár szakreferenseként dolgozott, bölcsészdoktori diplomáját 1971-ben szerezte az ELTE Bölcsészkarán. Kutatói ösztöndíjjal 1973. augusztusától 1974. júniusáig tanult a Benáreszi Hindu Egyetemen (Banaras Hindu University, Department of Ancient Indian History). A Magyar Tudományos Akadémia Nyelv- és Irodalomtudományok Osztályán 1980-ban kandidátusi, majd 1997-ben a „Nyelvtudomány Doktora” (az MTA Doktora) címet nyert el.
Tagja az International Association of Sanskrit Studies (Párizs) és Linguistic Society of India (Poona)-nak.

## Művei
- Géza Bethlenfalvy: India in Hungarian learning and literature / Wojtilla Gyula: Indian literature in Hungary. A bibliography of translations; Munshiram Manoharlal, New Delhi, 1980
- Amrita Sher-Gil and Hungary; Hungarian Information and Cultural Centre, Allied Publishers, New Delhi, 1981
- Hungarians in Maharaja Ranjit Singh's court; Hungarian Information and Cultural Centre, New Delhi, 1981
- Kőrösi Csoma Sándor szanszkrit-magyar szójegyzéke / A list of words Sanskrit and Hungarian by Alexander Csoma de Kőrös; MTA Könyvtár, Bp. 1984 (Keleti tanulmányok)
- A mesés India. A legrégibb magaskultúrától a XVIII. századig; Gondolat, Bp., 1988
- A mesés India; Édesvíz Kiadó, Bp., 1998 ISBN 963-528-235-4
- A középkori India története. Egyetemi tankönyv; JATEPress, Szeged, 1999
- History of Krṣiśāstra; JATE, Szeged, 1999 (Acta Universitatis Szegediensis de Attila József Nominatae; Acta antiqua et archaeologica. Supplementum, 9.)
- Stein Aurél kasmíri szanszkrit kutatásai – Magyar Tudomány, 2003/2  online
- Glossary. A collection of words pertaining to Sanskrit agricultural vocabulary; SZTE BTK, Szeged, 2011 (Acta Universitatis Szegediensis; Acta antiqua et archaeologica, 31.)
- Ókori indiai történeti szöveggyűjtemény; forrásvál. Wojtilla Gyula, szöveggond. Wojtilla Gyula, Zentai György, Illés Imre Áron; JATEPress, Szeged, 2012
- Acta Universitatis de Attila József Nominatae : acta antiqua et archaeologica : supplementum
- Rabindranath Tagore: Ismeretlen part felé; ford. Bartos Zoltán, utószó Wojtilla Gyula; LAZI,  Szeged, 1999

## Fordítások
- Bidpai és Lokman indiai históriai és költött beszédei; franciából ford. Tsehi András, közread. Bethlenfalvy Géza, Wojtilla Gyula; Kőrösi Csoma Társaság, Bp., 1972
- Kaljánamalla: Anangaranga avagy A szerelmi játékok istenének színpada; ford. Wojtilla Gyula; Medicina, Bp., 1986
- Dámódaragupta: A kerítőnő tanítása; ford. Wojtilla Gyula; Medicina, Bp., 1988
- Dandin: A tíz herceg története; ford. Wojtilla Gyula; Édesvíz, Bp., 1998 (Aranyág)

## Szerkesztések
- Writings of Hungarian islamologist Gyula Germanus. Contribution of Islam to world civilization and culture; szerk. Wojtilla Gyula; Jammu–Light and Life, New Delhi–Trivandrum, 1981
- VI. Konferenz der Akademischen Archive Sozialistischer Länder. Budapest, 1983; szerk. Wojtilla Gyula; MTA Könyvtár, Bp., 1987 (orosz nyelven is megjelent)
- Speculum regis; szerk. Tar Ibolya, Wojtilla Gyula; JATE, Szeged, 1994 (Acta Universitatis Szegediensis de Attila József Nominatae)
- Studia varia. Tanulmányok Szádeczky-Kardoss Samu nyolcvanadik születésnapjára; szerk. Makk Ferenc, Tar Ibolya, Wojtilla Gyula; JATE, Szeged, 1998

## Előadások
- Kőrösi Csoma szellemi hagyatéka (Kőrösi Csoma Jubileumi napok 2009. április 21.), Wojtilla Gyula: A szanszkrit filológia jelentősége Csoma munkáiban[1]